# McDowell (Virginie)
Pour les articles homonymes, voir McDowell.
McDowell est une census-designated place située dans le comté de Highland, dans l’État de Virginie, aux États-Unis. Lors du recensement de 2020, elle comptait 94 habitants.